# N.I. Schow
Niels Iversen Schow (16. juni 1754 i København – 18. oktober 1830 i København) var en dansk filolog og arkæolog.

## Livsforløb
Schow var en søn af Iver Nielsen Schow og Dorthe Cathrine Clemensdatter. Hans far tjente i kongens stalde og blev siden toldbetjent i Århus, hvor han døde 1769; sønnen dimitteredes fra Århus Skole 1773, tog teologisk attestats ved universitetet 1776, blev 1777 Alumnus på Borchs Kollegium og fik 1778 graden som magister philologiæ for afhandlingen ”de reipublicæ Spartanæ potentia”. Med betydelig stipendieunderstøttelse tiltrådte han sidst i 1778 en udenlandsrejse, studerede først under Heyne i Göttingen indtil foråret 1783 og rejste så til Wien og arbejdede der i biblioteket med håndskriftstudier. Disse studier afbrød han for en tid, idet han modtog en post som lærer for den polske fyrste Adam Czartoriskis 2 sønner i 1784; men i foråret 1787 opgav han igen denne stilling og rejste til Italien, hvor han især besøgte Rom, Neapel og Venedig og levede meget sammen med Georg Zoëga. 1791 forlod han Italien og drog til Leipzig; derfra vendte han hjem 1792 og begyndte at holde forelæsninger over Homer og Pindar. Samme år udnævntes han med titel som professor til direktør for prins Christian Frederiks (den senere Christian 8.) opdragelse. 21. februar 1794 giftede han sig med Anna Rosine. 1800 optoges han som medlem af Videnskabernes Selskab og sad i dets ordbogskommission 1804-14. 1803 ophørte hans virksomhed som prinsens opdrager ved dennes konfirmation, og Schow udnævntes da til justitsråd. 1805 beskikkedes han til ekstraordinær professor i arkæologi ved universitetet, 1813 til ordinær professor i græsk filologi samt arkæologi og til assessor i konsistorium; 1815 blev han tillige professor i kunsthistorie og mytologi ved Det kongelige Akademi for de skønne kunster. 1827 afskediges han efter ansøgning i nåde og med pension fra sit professorat ved universitetet og blev udnævnt til virkelig etatsråd; 1829 tog han sin afsked fra professoratet ved Kunstakademiet. Han døde i København 18. oktober 1830.

## Akademisk virke
Schow havde i sine yngre dage tilegnet sig en ikke ringe lærdom, og man havde ventet sig meget af ham; men håbet skuffedes. Han skrev (til dels på sin udenlandsrejse) nogle filologiske og arkæologiske småafhandlinger, hvortil han især havde hentet stoffet ved studier i italienske biblioteker og kunstsamlinger, og i Videnskabernes Selskabs skrifter fra 1800-10 leverede han en række afhandlinger af blandet indhold; hans øvrige arbejder blev kun begyndelser, som aldrig førtes til nogen afslutning, således hans arbejder over græske leksikografer (Hesychius og Photius) samt over Stobæus og Nonnus. 1815 udgav han en Lærebog i Arkæologi for Kunstnere og Videnskabsdyrkere. De håndskriftkollationer og litterære samlinger, han havde bragt hjem med sig fra sit lange ophold i udlandet, gik tabt for ham ved Slotsbranden i 1794; og det hedder sig, at sorgen over dette havde hidført "en forunderlig åndelig forstyrrelse og forvirring i hele hans kundskabskreds, som ved siden af et besynderligt væsen i mange år gjorde den ulykkelige mand til genstand for de unge studenters latter og spot", når han holdt forelæsninger eller eksaminerede. Også ved Kunstakademiet "vare hans Forelæsninger, for så vidt nogen hørte dem, kun Genstand for Spot og Latter", navnlig i den gamle mands sidste tid, efter at den unge Høyen var begyndt at optræde.